# Élections législatives de 1986 dans la Nièvre
Les élections législatives françaises de 1986 ont lieu le 16 mars 1986. Dans le département de la Nièvre, trois députés sont à élire dans le cadre d'un scrutin proportionnel par liste départementale à un seul tour.

## Élus
| Député élu        |  | Parti    |
| ----------------- |  | -------- |
| Pierre Bérégovoy  |  | PS       |
| Bernard Bardin    |  | PS       |
| Hervé de Charette |  | UDF (PR) |

## Listes en présence

### Extrême gauche (MPPT)
| N° | Candidats             | Parti | Parti | Principales fonctions  |
| -- | --------------------- | ----- | ----- | ---------------------- |
| 01 | Marc Bolatre          |       | MPPT  | Délégué médical        |
| 02 | Yves Fleury           |       | MPPT  | Ouvrier                |
| 03 | Bernard Trinquet      |       | MPPT  | Ingénieur              |
|    |                       |       |       |                        |
| 04 | Dominique-Odile Nolin |       | MPPT  | Secrétaire commerciale |
| 05 | Jacques Lachaise      |       | MPPT  | Infirmier              |

### Parti communiste français
| N° | Candidats         | Parti | Parti | Principales fonctions                                                                       |
| -- | ----------------- | ----- | ----- | ------------------------------------------------------------------------------------------- |
| 01 | André Périnaud    |       | PCF   | Adjoint au maire de Varennes-Vauzelles, permanent appointé du PCF                           |
| 02 | Maurice Guin      |       | PCF   | Adjoint au maire de Nevers, agent de maitrise EDF                                           |
| 03 | Cèdre Cadena      |       | PCF   | Adjoint au maire de Clamecy, professeur                                                     |
|    |                   |       |       |                                                                                             |
| 04 | Paulette Lavergne |       | PCF   | Conseillère générale du Canton de La Machine et adjointe au maire de La Machine, infirmière |
| 05 | Jany Hubert       |       | PCF   | Adjoint au maire de Cosne-Cours-sur-Loire, ajusteur                                         |

### Parti socialiste
| N° | Candidats        | Parti | Parti | Principales fonctions                                                                                             |
| -- | ---------------- | ----- | ----- | --- |
| 01 | Pierre Bérégovoy |       | PS    | Ministre de l'Économie, des Finances et du Budget , conseiller général du Canton de Nevers-Est et maire de Nevers |
| 02 | Bernard Bardin   |       | PS    | Député sortant, conseiller général du Canton de Clamecy et maire de Clamecy, professeur                           |
| 03 | Jean Weber       |       | PS    | Conseiller municipal de Cosne-sur-Loire, chef de service en radiologie retraité                                   |
|    |                  |       |       | |
| 04 | Simone Bondeux   |       | PS    | Adjointe au maire de Château-Chinon, retraitée des services sociaux                                               |
| 05 | Henri Paganie    |       | PS    | Conseiller général du Canton de Lormes et conseiller municipal de Lormes, entrepreneur                            |

### Les Verts
| N° | Candidats        | Parti | Parti | Principales fonctions |
| -- | ---------------- | ----- | ----- | --------------------- |
| 01 | François Crutain |       | LV    | Exploitant agricole   |
| 02 | Yolande Calori   |       | LV    | Exploitante agricole  |
| 03 | Guy Jourdan      |       | LV    | Retraité              |
|    |                  |       |       |                       |
| 04 | Pierre Blangis   |       | LV    | Instituteur           |
| 05 | Bruno Dequiedt   |       | LV    | Enseignant            |

### Opposition (UDF-RPR)
| N° | Candidats           | Parti | Parti  | Principales fonctions                                                |
| -- | ------------------- | ----- | ------ | -------------------------------------------------------------------- |
| 01 | Hervé de Charette   |       | UDF-PR | Maître des requêtes au Conseil d'État et avocat                      |
| 02 | Bernard-Claude Savy |       | DVD    | Docteur en médecine générale                                         |
| 03 | André Vincent       |       | UDF-PR | Conseiller municipal de Nevers, garagiste concessionnaire automobile |
|    |                     |       |        |                                                                      |
| 04 | Claudine Galmard    |       | RPR    | Professeur, conseillère municipale de Clamecy                        |
| 05 | François Gadet      |       | UDF    | Commerçant, maire adjoint de Decize                                  |

### Extrême droite (FN)
| N° | Candidats      | Parti | Parti | Principales fonctions         |
| -- | -------------- | ----- | ----- | ----------------------------- |
| 01 | André Cendre   |       | FN    | Chef d'entreprise             |
| 02 | Jacques Bureau |       | FN    | Agent commercial              |
| 03 | Gisèle Haran   |       | FN    | Commerçante retraitée         |
|    |                |       |       |                               |
| 04 | Henri Jardin   |       | FN    | Entrepreneur bâtiment         |
| 05 | Louis Rabieaux |       | FN    | Employé municipal en retraite |

### Extrême droite (POE)
| N° | Candidats                     | Parti | Parti | Principales fonctions           |
| -- | ----------------------------- | ----- | ----- | ------------------------------- |
| 01 | Monique Cousin                |       | POE   | Fonctionnaire des PTT           |
| 02 | Claude Gravier                |       | POE   | Comptable                       |
| 03 | Florence Trutie de Vaucresson |       | POE   | Professeur                      |
|    |                               |       |       |                                 |
| 04 | Louis Teissier                |       | POE   | Journaliste économique retraité |
| 05 | Micheline Baillie             |       | POE   | Auxiliaire sanitaire            |

Une liste du Rassemblement des usagers du service public, menée par Pierre Berque, avait été déposée en Préfecture, mais n'a pas participé au scrutin.

## Résultats

### Résultats à l'échelle du département
| Liste Parti politique | Liste Parti politique                                                                                              | Tête de liste     | Tour unique | Tour unique | Sièges |
| Liste Parti politique | Liste Parti politique                                                                                              | Tête de liste     | Voix        | %           | Sièges |
| --------------------- | --- | ----------------- | ----------- | ----------- | ------ |
|                       | Pour une majorité de progrès avec le président de la République Parti socialiste                                   | Pierre Bérégovoy  | 53 845      | 40,80       | 2      |
|                       | Union de l'opposition pour la Nièvre Union pour la démocratie française (RPR)                                      | Hervé de Charette | 47 432      | 35,94       | 1      |
|                       | Liste présentée par le Parti communiste français Parti communiste français                                         | André Périnaud    | 18 253      | 13,83       | 0      |
|                       | Liste de Rassemblement national présentée par le Front national Front national                                     | André Cendre      | 8 124       | 6,15        | 0      |
|                       | Liste avec les Verts-58 pour l'écologie et l'alternative Les Verts                                                 | François Crutain  | 2 281       | 1,73        | 0      |
|                       | Liste du Parti ouvrier européen Extrême droite (Parti ouvrier européen)                                            | Monique Cousin    | 1 106       | 0,84        | 0      |
|                       | Liste du Mouvement pour un parti des travailleurs Nièvre Extrême gauche (Mouvement pour un parti des travailleurs) | Marc Bolatre      | 914         | 0,69        | 0      |
|                       | |                   |             |             |        |
| Inscrits              | Inscrits | Inscrits          | 177 378     | 100,00      | 3      |
| Abstentions           | Abstentions | Abstentions       | 38 469      | 21,69       |        |
| Votants               | Votants | Votants           | 138 909     | 78,31       |        |
| Blancs et nuls        | Blancs et nuls | Blancs et nuls    | 6 954       | 5,00        |        |
| Exprimés              | Exprimés | Exprimés          | 131 955     | 94,99       |        |